# Світова цифрова бібліотека
Світова́ цифрова́ бібліоте́ка (СЦБ) (англ. World Digital Library) — міжнародна цифрова бібліотека, яка створена за підтримки ЮНЕСКО та Бібліотеки Конгресу США.
Світова цифрова бібліотека започаткована з метою сприяння міжнародному та міжкультурному взаєморозумінню, представити вільно та безперешкодно через Інтернет у багатомовному форматі найкращі зразки культурної спадщини різних країн світу, створення ресурсів для науковців, освітян та широких верств населення та розвинути співпрацю між інституціями — партнерами проєкту. СЦБ прагне поширити неангломовні та незахідні ресурси в Інтернет, і зробити внесок для науковців та дослідників. Бібліотека намагається представити в Інтернеті безкоштовно та у багатомовному форматі багатство, різноманітність та внесок всіх світових культур у загальнолюдську спадщину, включаючи рукописи, карти, рідкісні книги (інкунабули), нотні партитури, звукозаписи, фільми, фотографії, креслення та інші матеріали.
На початку, у квітні 2009, коли бібліотека стала доступною широкому загалу, нараховувалось 1 236 документів. Станом на листопад 2012 кількість документів становила 6 506.

## Історія
У 2003 році США відновило свою постійну делегацію в ЮНЕСКО. Др. Джеймс Біллінгтон, директор бібліотеки Конгресу США, був призначений спеціальним уповноваженим послом Національної Комісії США в ЮНЕСКО і був запрошений до промови на своїй інавгураційній конференції, яка відбулася в червні 2005 року. У своїй промові, під назвою «Бачення Цифрової Світової Бібліотеки», він описав бачення, в якому багаті колекції, «які зберігають інституції, бібліотеки та музеї мають бути безкоштовно повернуті світові в новій формі з універсальнішим доступом, ніж ті форми, які їм передували.»
Google став першим партнером проєкту у 2005 році і зробив внесок у розмірі $3 мільйони на підтримку розвитку Світової цифрової бібліотеки.
| “                                            | Раді вітати кожного. Це не приватний клуб. Кожен може приєднатися і все це безкоштовно. | ” |
| — Др. Джеймс Біллінгтон, Бібліотека Конгресу |                                                                                         |   |

У 2006 році на щорічній конференції Національної Комісії, Др. Джон Ван Оденарен, радник Світової цифрової бібліотеки в Бібліотеці Конгресу, окреслив плани проєкту по впровадженню бачення Др. Біллінгтона. Перш за все була віра в те, що Світова цифрова бібліотека залучить партнерів до планування чотирьох основних напрямків проєкту: технічна архітектура, відбір, управління, та фінансування. Це було досягнуте в грудні 2006 року, коли 45 директорів національних, технічних бібліотек та представники культури і освіти з ЮНЕСКО зустрілися в Парижі для того, щоб обговорити питання розвитку Світової цифрової бібліотеки. Учасники створили робочі групи для вирішення особливих завдань кожної з чотирьох напрямків проєкту.
Робочі групи зустрілися в першій половині 2007 року, де також були присутні професіонали в галузі цифрових бібліотек – включаючи, але не обмежуючи інформатику, бібліотекознавство та інформацію, розвиток веб технологій, та фандрайзинг. Робочі групи подали результати своїх досягнень більшій робочій групі Світової цифрової бібліотеки у липні 2007 року. Результати процесу планування було представлено на тридцять четвертій сесії Генеральної конференції ЮНЕСКО в жовтні 2007 року в Парижі, Франція.
На початку вересня 2008 року, Організація Американських Держав (ОАД) погодилась приєднатись до Бібліотеки Конгресу у розвитку Світової цифрової бібліотеки. Генеральний секретар Хосе Мігель Інсульса підписав «Спонсорську угоду» з Директором Бібліотеки Конгресу Др. Джеймсом Біллінгтоном на церемонії в штаб-квартирі ОАД.
Відкриття Світової цифрової бібліотеки відбулося 21 квітня 2009 року в штаб-квартирі ЮНЕСКО в Парижі, Франція.

## Об'єкти
Перші об'єкти, які були представлені в бібліотеці на час відкриття: 
- Повість про Гендзі, вважається найпершою написаною японською новелою 11 ст.[11];
- перша згадка Ацтеків Нового світу про Ісуса Немовля;[6]
- давні арабські тексти, які були використані у формуванні алгебри;[6]
- Китайська кістка для ворожіння;[8]
- копія Енциклопедії Юнле династії Мінг, одна з найбільших паперових енциклопедій в історії людства та в китайській літературі;[12]
- друковане видання Хуанді нейцзін ("Внутрішня класика жовтого імператора"), датоване 1115-1234 роками;[13]
- африканські малюнки поранених антилоп створені 8 тис. років тому;[14]
- карта Мартіна Вальдземюллера, перша карта, в якій згадується назва Америка;[14][15]
- Кодекс Гігас (або "Біблія Диявола");[11]
- Про дикунів або Подорож Самюеля Шамплена родом із Бруаже, яку він здійснив у 1603 році...;[11]
- звукозапис 101 літнього колишнього американського раба;[11]
- набір плакатів Першої Світової війни;[11]
- посібник Канадського уряду 1899 для скандинавських емігрантів;[11]
- Християнська Доктрина, іспанською та тагальською мовами, перша книга видана іспанською та тагальською мовами;[15]
- переклад Біблії алеутською мовою святого Інокентія Аляскинського;[15]
- ісламські рукописи з Малі;[15]
- Хякуманту Дарані (VIII ст., Японія) ("Один мільйон пагод і молитви дхарані");[8]
- рідкісні фотографії, що походять з Імператорського Китаю, Османської Імперії та Царської Росії;[8]
- перший звукозапис Марсельєзи;[8]
- перший фільм від братів Люм'єрів;[8]
- фотолітографічна репродукція Конституції Індії;[16] каліграфія Прем Бехарі Нарейн Райзда;[16]
- Кодекс Уешоцінко, 1531 року;[17]
- Нюрнгберзька Хроніка.[18]

### Кількість матеріалів (об’єктів) на 23 травня 2013 року
- Європа: 3122 об'єкта, з них українських — 112,
- Північна Америка: 351 об'єкт,
- Центральна і Південна Азія: 848 об'єкта,
- Східна Азія: 596 об'єктів,
- Близький Схід і Північна Африка: 1256 об'єктів,
- Південно-Східна Азія: 66 об'єктів,
- Латинська Америка і Карибський басейн: 1482 об'єкта,
- Африка: 260 об'єктів,
- Океанія і Тихий океан: 40 об'єктів.

Всього на 23 травня 2013 року вказано 8021 доступних об’єктів. Кількість об’єктів постійно росте.

## Партнери
Партнерами WDL є бібліотеки, архіви або інші установи, які зберігають колекції, що являють собою культурне надбання, і яке вони надають WDL. До партнерів також належать інститути, фонди та приватні компанії, які роблять різноманітний внесок в розвиток проєкту, шляхом надання технологій, організації або фінансової підтримки зустрічей робочих груп.
| - Австрійська національна бібліотека - Автономний університет штату Нуево-Леон (Мексика) - Азербайджанська національна бібліотека - Асоціація Тетуан-Асмір - Національна бібліотека та архів Іраку - Баламандський патріарший монастир Богородиці - Бзоммарський патріарший духовний інститут - Бібліотека Александріна (Єгипет) - Бібліотека Аллама-Ікбал, Кашмірський університет (Індія) - Бібліотека Гавайського університету в Маноа - Бібліотека Гайдельберзького університету (Німеччина) - Бібліотека Джона Картера Брауна (США) - Бібліотека Естенсе (Модена, Італія) - Бібліотека Єльського університету - Бібліотека кардинала Казанате (Італія) - Бібліотека Конгресу - Бібліотека Неаполітанського університету - Бібліотека Падуанського університету - Бібліотека Велком - Бібліотека Братиславського університету - Бібліотека університету Вісконсин–Мілвокі - Бібліотека університету імені султана Кабуса - Бібліотека університету Преторії - Бібліотека університету Сассарі - Бібліотека університету Техасу - Бібліотека Упсальского університету - Бібліотеки імені Джоржа А. Сматерса, університет Флориди (США) - Близькосхідна школа теології - Бібліотека університету Брауна - Британська бібліотека - Бібліотека Вільнюського університету - Головний національний архів (Мексика) - Греко-католицька єпархія Алеппо (Сирія) - Баварська державна бібліотека (Німеччина) - Державна бібліотека в Берліні (Фундація прусської культурної спадщини) - Державна бібліотека Південної Австралії - Державна бібліотека та архіви Флориди - Національна бібліотека Ізраїлю - Інститут європейської інтелектуальної лексики та історії ідей (ILIESI)-CNR - Ірландський коледж в Парижі (Франція) - Коптська бібліотека Святого Марка - Королівська бібліотека Данії - Національна бібліотека Нідерландів - Королівська бібліотека Швеції - Королівський інститут Нідерландів з вивчення Південно-Східної Азії та Карибського басейну KITLV - Лахорський державний коледж-університет (Пакистан) - Львівська національна наукова бібліотека України імені Василя Стефаника - Меморіальна бібліотека Колумба (Організація Американських Держав) - Меморіальна бібліотека Мамма Хайдара - Міжнародна федерація бібліотечних асоціацій та установ (IFLA) - Міністерство культурної спадщини та заходів Італії - Міністерство освіти Королівства Бахрейн - Музей Плантін-Моретус, Відділ графічного мистецтва (Бельгія) - Музей та бібліотека рукописів імені Гілла (США) - Наукова бібліотека Національного університету «Києво-Могилянська академія» - Науково-технічна бібліотека Національного університету «Львівська політехніка» - Національна академічна бібліотека Казахстану - Національна бібліотека Албанії - Національна бібліотека Аргентини - Національна бібліотека Білорусі - Національна бібліотека Бразилії - Національна бібліотека Вірменії - Національна бібліотека Гаяни - Національна бібліотека Естонії - Національна бібліотека та архів Єгипту | - Національна бібліотека Іспанії - Національна бібліотека Казахстану - Національна бібліотека Киргизької Республіки - Національна бібліотека Китаю - Національна бібліотека Колумбії - Національна бібліотека Кореї - Національна бібліотека Куби імені Хосе Марті - Національна бібліотека Лаосу - Національна бібліотека Латвії - Національна бібліотека Молдови - Національна бібліотека Неаполя - Національна бібліотека Нігерії - Національна бібліотека Нової Зеландії - Національна бібліотека Норвегії - Національна бібліотека Перу - Національна бібліотека Південної Африки - Національна бібліотека Португалії - Національна бібліотека Румунії - Національна бібліотека Болгарії - Національна бібліотека Сербії - Національна бібліотека Судану - Національна бібліотека Уганди - Національна бібліотека Уельсу - Національна бібліотека України імені В. І. Вернадського - Національна бібліотека Фінляндії - Національна бібліотека Франції - Національна бібліотека Чилі - Національна бібліотека Ямайки - Національна парламентська бібліотека Грузії - Національна бібліотека України імені Ярослава Мудрого - Національна парламентська бібліотека Японії - Національна рада з культури і мистецтва (Мексика) - Національна бібліотека Боснії і Герцеговини - Національна центральна бібліотека (Тайвань) - Національна центральна бібліотека Флоренції - Національне управління архівів та документації США - Національний архів Гаїті - Національний архів Сент-Вінсент і Гренадини - Національний архів Сент-Кітса - Національний архів та бібліотека Ефіопії - Національний інститут антропології та історії INAH (Мексика) - Організація Об'єднаних Націй з питань освіти, науки та культури ЮНЕСКО - Папський інститут середньовічних досліджень - Папський католицький університет Чилі - Президентська бібліотека імені Б.М. Єльцина - Російська державна бібліотека - Російська національна бібліотека - Румунська академічна бібліотека - Сирійсько-православна архієпископія Алеппо - Смітсонівський інститут - Східна бібліотека, університет св. Йосифа - Тулейнський університет, Меморіальна бібліотека імені Ховарда-Тілтона - Університет науки та технології імені короля Абдулли (KAUST) - Університет Південної Кароліни - Університет Святого Духа в Каслику (Ліван) - Управління Абу-Дабі з культури та надбання (Об'єднані Арабські Емірати) - Фонд «Нова ера» (Нікарагуа) - Фонд Катара, Центральна бібліотека - Художній музей Волтерс - Центр вивчення історії Мексики CARSO - Центральна бібліотека Болгарської академії наук - Центральна культурна бібліотека, університет EAFIT (Школа управління і фінансів та технологічний інститут) (Колумбія) - Центральна національна бібліотека Риму - Центральний інститут аудіовізуальної спадщини (Італія) |